# トゥオルラ (小惑星)
トゥオルラ (1425 Tuorla) は小惑星帯に位置する小惑星。フィンランドの天文学者クスタ・インケリ (Kustaa Adolf Inkeri) がトゥルクで発見した。
トゥルク大学に属するトゥオルラ天文台（en:Tuorla Observatory; フィンランド表記；Tuorlan observatorio）から命名された。